# Love Letters (双葉理保のアルバム)
『Love Letters』（ラブ・レターズ）は、双葉理保（後藤邑子）の2枚目のアルバム。2008年12月10日にディースリー・パブリッシャーからWEB SHOP通販限定で発売された。「こっそり発売記念Tシャツ」付きのセットも限定50着で同時に販売された。

## 概要
前作『〜Feels Like First Time !!』と同様、全曲にゲーム作曲家のmomoが携わっており、一部の曲は歌っている後藤邑子自身が作詞を行っている。新曲が4曲、SIMPLEシリーズなど過去にディースリー・パブリッシャーから発売されたゲームのテーマソング及びそのカバー曲が6曲の全10曲で構成。
ジャケットにはバストアップの双葉理保が、『〜Feels Like First Time !!』と異なりイラストで描かれている。映っているバストの上半分は全裸で、左胸に「RIHO FUTABA」と書かれたバーコードシールが貼られているというものになっている。

## 収録曲
1. Love & share (03:44)
作詞・作曲：momo 編曲：安福素生
  - 『THE ルームシェアという生活。』イメージソング
  - 後に、ドリームクラブ「アイリ」がアルバム『Project ILI ～半分は歌ってみたのデス』にてカバーしている。
2. 東京Vanity girl 〜THE Kakuto-night (03:44)
作詞・作曲：momo 編曲：安福素生
  - 『THE ALL★STAR格闘祭』テーマソング
3. Lovely Darlin’(05:12)
作詞：後藤邑子 作曲：momo 編曲：松永宏紀
4. テンパイ☆LOVE (04:09)
作詞・作曲：momo 編曲：松永宏紀
  - 『THE どこでもギャル麻雀』のオープニングムービーで使用されているテーマソング。麻雀用語の掛詞が多く歌詞に含まれている。
  - 後に、ゲーム『ドリームクラブ』に双葉理保が出演した際、『カンパイ☆LOVE』のタイトルでセルフリメイクが行われている。
5. 夏色ファンタジア (03:07)
作詞・作曲：momo 編曲：松永宏紀
6. Limit (New Vocal Version) (04:06)
作詞・作曲：momo 編曲：清水玲
  - 『THE お姉チャンポン』のテーマソング。
  - 元々双葉理保が歌っていたものだったが、ボーカルを再録し掛け声を追加したものが収録されている。
7. あいたくて☆こねこ (02:36)
作詞：momo 作曲：hiro-pon 編曲：松永宏紀
  - 『THE ネコ村の人々』のイメージソングで、元々は作詞したmomo自身が歌っていた曲をカバーしたもの。
8. Tokyo Life (05:23)
作詞・作曲：momo 編曲：玉置泰宏
9. Love Letters (05:35)
作詞：後藤邑子 作曲：momo 編曲：松永宏紀/渡辺浩
10. First Love & First Dream（ボーナストラック）(04:48)
作詞：Y Kitamoto 作曲：momo 編曲：momo ＆ 松永宏紀
  - 双葉理保の初出演作である、『Love Songs アイドルがクラスメ〜ト』のテーマソング。
  - 作中ではメインヒロインである瀬戸綾乃（声：小松里賀）の歌っていた曲であり、これをカバーしたものが収録されている。

| スタブアイコン | サブスタブ | この項目は、まだ閲覧者の調べものの参照としては役立たない、アルバムに関連した書きかけの項目です。この項目を加筆・訂正などしてくださる協力者を求めています（P:音楽/PJ:アルバム）。 |